# Kunle Adejuyigbe
Kunle Adejuyigbe (8 agosto 1977) è un ex velocista nigeriano.

## Palmarès

### Mondiali
- 1 medaglia:
  - 1 bronzo (Göteborg 1995 nella staffetta 4x400 m)